# Интернационал (Гомельская область)
Интернационал (бел. Інтэрнацыянал) — посёлок в Губичском сельсовете Буда-Кошелёвского района Гомельской области Беларуси.

## География

### Расположение
В 13 км на запад от районного центра и железнодорожной станции Буда-Кошелёвская (на линии Жлобин — Гомель), 53 км от Гомеля.

### Гидрография
На севере и западе мелиоративные каналы.

## Транспортная сеть
Рядом автодорога Губичи — Буда-Кошелёво. Планировка состоит из двух меридиональных коротких улиц, застроенных деревянными домами усадебного типа.

## История
Основан в начале 1920-х годов переселенцами с соседних деревень на бывших помещичьих землях. В 1930 году жители посёлка вступили в колхоз. Во время Великой Отечественной войны оккупанты сожгли 10 дворов и убили 5 жителей. На фронте погибли 4 жителя деревни. В 1959 году в составе колхоза имени Ф. Энгельса (центр — деревня Губичи).

## Население

### Численность
- 2004 год — 16 хозяйств, 30 жителей.

### Динамика
- 1940 год — 17 дворов, 80 жителей.
- 1959 год — 104 жителя (согласно переписи).
- 2004 год — 16 хозяйств, 30 жителей.